# Google Cloud Print
Google Cloud Print é um serviço beta do Google . Ele permite que
qualquer aplicação (web, desktop, móvel) em qualquer
dispositivo na nuvem da rede para imprimir em qualquer
impressora. Google Cloud Print introduzido em abril de
2010, como uma solução de futuro para impressão a partir
de Chrome OS.O Google Cloud Print alcançou o
estágio beta em 25 de janeiro de 2011. Foi
ativado no canal de desenvolvimento do Chrome . Em outras
versões, o serviço pode ser activado através de "about:
flags".

## O serviço
Se você não tiver uma impressora com placa de rede será
necessário conectá-lo a um PC com sistema operacional
Windows (estável) ou iMac (beta) e configurar a
impressora para uso. Para activar o serviço basta ter uma conta do Google.
O serviço Google Cloud Print trabalha oficialmente em toda a
rede da HP (ou seja, as impressoras com placa de rede). Depois de solicitar o endereço de e-mail da impressora
simplesmente indicar durante o processo de impressão.

## Limitações de uso
O e-mail enviado para a impressora será de até 5MB.
Impressão via e-mail pode suportar um máximo de 10
anexos de cada vez.

## Arquivos suportados
Tipos de arquivos suportados são:
- Microsoft Word
- Microsoft PowerPoint
- Microsoft Outlook
- Microsoft Excel
- HTML
- Arquivos de texto (.txt)
- Adobe PDF
- Imagens (.bmp, .jpg, .png, .gif, .tiff)[3]

## Provedores
Os provedores a seguir foram testados e estão funcionando
corretamente pelo Google:
- Outlook 2003, 2007
- Hotmail, Yahoo! Mail, Gmail
- Apple Mail (iPad, iPhone, MacBook, MacBook Pro)
- BlackBerry cliente de e-mail
- Nokia e Symbian.[3]

## Driver de Impressão Local
Há um driver para Windows de impressão local que permite imprimir por meio do Google Cloud Print em qualquer aplicativo desktop. Esse driver não aparece na relação oficial de aplicativos compatíveis, mas é desenvolvido pelo próprio Google. O download pode ser feito por meio dessa página.

## Segurança
Em outubro de 2013 a imprensa publicou, com base nos documentos revelados por Edward Snowden, que através do Programa MUSCULAR, o GCHQ britânico e a NSA secretamente invadiram os principais enlaces de comunicação dos centros de processamento de dados do Yahoo! e do Google ao redor do mundo, tendo acesso aos dados da nuvem de ambos
Um dos slides de uma apresentação da NSA sobre o programa mostra como este funciona e apresenta um rosto com um sorriso indicando o sucesso da NSA em invadir os sistemas alvo. Em palestra em abril de 2014, o jornalista Barton Gellman disse que quando os engenheiros do Google viram o slide, responderam furiosamente ao ataque ao sistema do Google. Foi também este slide um dos fatores importantes em convencer o jornal Washington Post da necessidade e importância de publicar os documentos revelados por Edward Snowden.